# Caso Contador

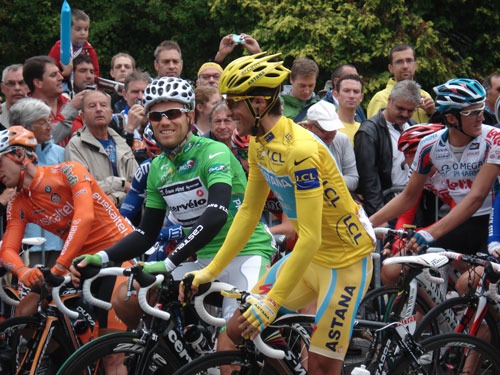
Alberto Contador in maglia gialla il 22 luglio 2010, giorno successivo all'esame antidoping da cui è scaturita l'inchiesta.

Il caso Contador è un'inchiesta relativa al doping sportivo cominciata il 30 settembre 2010 e conclusasi il 9 febbraio 2012.
L'inchiesta ha visto il ciclista Alberto Contador come unico imputato.

## Sospensione
Il 30 settembre 2010 l'UCI sospende provvisoriamente il ciclista spagnolo Alberto Contador in seguito ad una positività al clenbuterolo riscontrata in un controllo antidoping del 21 luglio precedente, giorno di riposo del Tour de France 2010. L'entourage del ciclista dichiara che si tratta di un caso di "contaminazione alimentare" e chiede all'UCI un'indagine scientifica.
Lo stesso giorno l'ASO, società che organizza il Tour de France, comunica che nel caso in cui i risultati delle analisi fossero positivi e l'UCI applichi una sanzione al corridore spagnolo, potrebbe essere revocata la vittoria del Tour corso nel 2010. Nel frattempo il corridore, cautelativamente sospeso dalle corse, ribadisce tramite conferenze stampa la sua estraneità ai fatti.

## Il caso
Il 1º ottobre del 2010 vengono trovate le prove di un'autoemotrasfusione ma il corridore spagnolo nega nuovamente. Nei giorni seguenti, tramite una fattura, si cerca di risalire alla macelleria spagnola dalla quale venne comprata e consumata da alcuni corridori dell'Astana la carne che presentava il clenbuterolo, in modo tale da risalire all'allevatore e capire se questi usasse effettivamente la sostanza.
Intanto diversi corridori e altre persone nel mondo del ciclismo si esprimono sul caso Contador: in modo negativo Sylvain Chavanel, Yoann Offredo, Eddy Merckx
, Lloyd Mondory, Cyrille Guimard (dirigente sportivo della Roubaix-Lille Métropole), Marc Madlot (dirigente sportivo della FDJ), Bernard Hinault e David Millar
 mentre si dichiarano a sostegno dello spagnolo Michael Rasmussen, Samuel Sánchez, Juan Carlos Castaño (presidente della Federazione ciclistica spagnola), Alejandro Blanco (presidente della Commissione olimpica spagnola), Ivan Basso, Óscar Pereiro, Johan Bruyneel e i politici José Zapatero e Mariano Rajoy.
L'Astana invece non rilascia dichiarazioni sul caso.
Il 4 ottobre si scopre che il cuoco dell'Astana, Paco Olalla, ha dato due affermazioni opposte riguardo all'acquisto della carne: il 22 luglio 2010 avrebbe affermato d'aver acquistato la carne a Pau in Francia (sede di arrivo della sedicesima tappa, il 20 luglio, e sede di partenza della successiva frazione, due giorni dopo) confermando la sua ultima versione (aver chiesto di comprare la carne in patria). Lo stesso giorno, il presidente dell'Asaja (Associazione giovani agricoltori spagnoli), afferma che è impossibile trovare tracce di clenbuterolo nelle carni spagnole in quanto è vietato.
In seguito il metodo antitrasfusioni sviluppato da Jordi Segura, direttore del laboratorio Antidoping di Barcellona, viene dichiarato non completamente affidabile da parte dello stesso Segura ma al tempo stesso viene ritenuto sufficiente da parte dall'Agenzia mondiale antidoping per provare la positività di Contador.
Il 14 ottobre l'Agenzia mondiale antidoping ufficializza di non ritenere valida l'ipotesi di contaminazione alimentare. L'8 novembre l'Unione Ciclistica Internazionale chiede alla Federazione spagnola di aprire un procedimento disciplinare nei confronti di Contador: nei giorni seguenti la WADA dimostra che la carne spagnola non era contaminata
Il 17 gennaio l'UCI chiede due anni di squalifica per Contador e dieci giorni dopo il corridore spagnolo viene squalificato definitivamente per un anno. Il 15 febbraio la Federazione ciclistica spagnola assolve Contador consentendogli di fatto di tornare a correre.
Nelle ultime settimane di marzo l'UCI prima e la WADA poi ricorrono al Tribunale Arbitrale dello Sport di Losanna.
Dopo diversi rinvii il 6 febbraio del 2012 il TAS condanna il ciclista spagnolo a 2 anni di squalifica con effetto retroattivo: da agosto 2010 ad agosto 2012. Contador perde il Tour de France 2010, le nove vittorie conseguite nel 2011, tra le quali due vittorie di tappa e la classifica finale del Giro d'Italia 2011, e due vittorie nel Tour de San Luis del 2012.

## Conseguenze
Inizialmente Contador medita di terminare l'attività nonostante decida di partecipare ugualmente al ritiro con la Saxo Bank-Sungard a novembre, autorizzato dall'UCI. Decide di proseguire l'attività dopo la squalifica.
Nel frattempo la Betsson, agenzia danese di scommesse, decide di pagare anche chi aveva puntato sulla vittoria finale di Andy Schleck al Tour de France 2010.
Nel dicembre del 2012 Contador viene multato per 45.000 franchi svizzeri come contributo per le spese legali di Unione Ciclistica Internazionale e Agenzia mondiale antidoping.